# Manuel Mustapha Tafat
Mustapha "Manuel" Tafat (født 23. februar 1945 i Algier, død 11. januar 2006 i København) var en dansk-algiersk multikunstner. Han blev kendt for sit kunstværk "Kunst og Farver" i Oehlenschlægersgade i København, som blev påbegyndt i 1992 som optakt til Kulturby 96. Arbejdet sluttede i 2000. Udover var han maler og keramiker.

## Biografi
Han blev født på Rue Sadi Carnot 178, Belcourt i Algier, 600 meter fra Albert Camus' barndomshjem på Rue de Lyon, som den yngste i en søskenderække på 10.  
I hans ungdom var han aktivist i modstandsbevægelsen og mistede 3 af sine brødre i den Fransk - Algierske borgerkrig. Som 16-årig blev han udlært dekoratør, hos den franske kunstner Francois Costa, og færdedes i den periode i det kunstneriske miljø omkring det algierske kunstakademi (Academie de Beaux Arts).  I hans fritid var han bokser og vandt adskillige mesterskaber. Tvunget af de politiske uroligheder i Algeriet flygtede han i 1967 til Frankrig. Gennem Røde Kors fik han mulighed for at starte på  den tekniske skole, Plan de Cuques, i Marseille, som stenhugger. Herefter fortsatte han på malerlinien på teknisk skole, Chevigny-Saint-Sauveur i Dijon, hvor han afsluttede sin læretid i Golbey (en) - Epinal, som murerlærling. Det var i den tid han fik sin tekniske kunnen og dannede sit håndværksmæssige fundament.
I 1970 boede Manuel i Paris, St. Germain des Pres, hvor han boede hos og arbejdede for den russiske eksistentialist, Chez Popoff. Året efter rejste han til Geneve, hvor han arbejdede i fem år hos den indiske prins Aga Khan Sadruddin (en), der var flygtningehøjkommisær for FN. I Geneve lærte han Monica Davidoff, Geneve's cigardronning, at kende, og blev venner med falsk maleren Fernand Legros (en). Fra 1976 til 1978 var han selvstændig og udførte udmykningsopgaver. I den tid boede han på Paseo Maritimo i Palma de Mallorca,  hvor han bl.a. var nær ven til Madame Inez Mc Donald, general John Omar Bradleys enke, og hendes famøse hund King Kong. Herefter fulgte en periode hvor han rejste rundt og arbejdede som fotomodel i Barcelona, Milano, Dusseldorf, Stockholm, og kom således til København.
I København mødte han sin danske kone, Ann-Mari Hydes, og fik i 1980 datteren Manuella. Siden opholdte han sig i Danmark. Fra 1979 til 1983 arbejdede han i Illums Bolighus og fra 1984 til 1993 for UNICEF i Nordhavnen. I 1992 startede Manuel på sit livsværk og stiftede foreningen Kunst og Farver i København.
Han har undervist i mosaik og farvekomposition både for private elever og AOF, samt udført udsmykningsopgaver i offentlig regi. I 2006 gik Manuel  bort efter en operation på Rigshospitalet. Han efterlod Kunst og Farver til sin datter og foreningen.